# Varronia guaranitica
Varronia guaranitica är en strävbladig växtart som först beskrevs av Robert Hippolyte Chodat och Hassl., och fick sitt nu gällande namn av J.S.Mill. Varronia guaranitica ingår i släktet Varronia och familjen strävbladiga växter. Inga underarter finns listade i Catalogue of Life.